# Terra Indígena Paquiçamba
A Terra Indígena Paquiçamba é uma terra indígena localizada no estado brasileiro do Pará. Regularizada e tradicionalmente ocupada, tem uma área de 4 384 hectares e uma população de 95 pessoas, do povo Yudjá.